# Big Sandy, Tennessee
Big Sandy är en kommun (town) i Benton County i Tennessee. Vid 2020 års folkräkning hade Big Sandy 486 invånare.